# La Torre de Fontaubella
La Torre de Fontaubella är en kommun i Spanien.   Den ligger i provinsen Província de Tarragona och regionen Katalonien, i den östra delen av landet, 400 km öster om huvudstaden Madrid. Antalet invånare är 131. Arean är 7,1 kvadratkilometer. La Torre de Fontaubella gränsar till Pradell de la Teixeta, L'Argentera och Colldejou. 
Terrängen i La Torre de Fontaubella är kuperad åt sydost, men åt nordväst är den platt.